# Torres Llaussà
Les Torres Llaussà és una obra amb elements modernistes i noucentistes de Tona (Osona) inclosa a l'Inventari del Patrimoni Arquitectònic de Catalunya.

## Descripció
Al tractar-se d'habitatges de segona residència, grans i rodejats de jardí, han rebut el nom de torres o xalets. És un edifici de tres cossos bàsics, dos de simètrics a banda i banda d'un de central més elevat. Sobre els cossos laterals s'aixequen dues torres, una a manera de campanar amb teulada a quatre vessants, acabada en punta i amb un penell al cim. L'altra, més gran i també de planta quadrada, però no tan alta, amb finestres de mig punt a una de les façanes. Combinen elements arquitectònics molt variats, que enriqueixen notablement la casa. Dues galeries amb arcuacions d'arcs semicirculars caracteritzen els dos cossos laterals. Les obertures són d'arc de mig punt, d'arc escarser, de testera recta amb llinda de pedra i carreus als brancals, sèries de finestres unides per columnes o de formes més nòrdiques.
La porta principal és dovellada, seguint la tradició de les cases pairals de la zona. A la façana principal destaca un balcó d'una sola obertura, testera recta i llinda d'una sola peça, columnetes als brancals i un entaulament decorat amb un relleu de factura neoclàssica. Les teulades acaben amb ràfecs sostinguts per cartel·les de maó que formen diferents sanefes decoratives. Aquesta diversitat de formes, elements, materials i tècniques és típicament modernista, però tots ells estan disposats d'acord amb una gran sobrietat neoclàssica.

## Història
Amb la descoberta de les aigües medicinals el 1874 es promocionaren els balnearis, que convertiren Tona en un centre d'estiueig, bàsicament per part de la burgesia barcelonina. Al passar llargues temporades a Tona, es construïren les seves pròpies torres o xalets. Però aquest procés no es consolidà fins a principis del segle xx, coincidint amb la inauguració de l'Estació de tren de Balenyà i l'acabament de la xarxa de carreteres que comunicaven Tona amb Barcelona i Manresà. El prestigi del lloc el donaren grans personalitats com Joan Maragall, que fou a Tona el 1909, els industrials, com Joan Llussà i Duran i Santiago Simon, vinculats als balnearis. Aquest edifici formà part de les Torres Llussà, edifici que feu construir l'industrial Joan Llussà i Duran per a ell i la seva família.